# Grime (musik)
 For alternative betydninger, se Grime. (Se også artikler, som begynder med Grime)
Grime er en engelsk rap-genre. Den stammer fra London og har sine rødder i Garage, Dancehall, Drum'n'Bass og Hip Hop. Trods indslag af aggressiv og rask rap anerkendes grime ikke som subgenre af hip-hop.[kilde mangler] Produktionerne kendetegnes af højt tempo (omkring 140 taktslag per minut), dybe baslinjer og ofte et sammensat lydbillede.
Grime opstod i London's undergrunds rap-scene omkring 2002, da en ny lyd blev opfundet af kunstneren Wiley, på hans instrumentale nummer, "Eskimo". Dette nummer blev starten på hvad vi kender som grime, og skulle inspirere mange andre til at imitere den samme lyd. Et af kendetegnene ved lyden er en square wave synth der er bassen til nummeret.